# D1ce
D1ce (hangul: 디원스; estilizado como D1CE; pronunciado como "The Once"), é um grupo de meninos sul-coreano formado pela Happy Face Entertainment. O grupo é composto por cinco membros: Jo Yong-geun, Kim Hyun-soo, Jung Yoo-jun, Park Woo-dam e Woo Jin-young. Eles debutaram em 1 de agosto de 2019 com o EP Wake Up: Roll The World, com  sua faixa- título Wake Up.

## História

### Pré-estreia
Jung Yoo-jun foi um competidor na série de sobrevivência da Mnet Boys24 em 2016, acabou  tornando-se um membro da equipe de pré-estreia de sobrevivência Unit Blue.
Park Woo-dam, Woo Jin-young e Jo Yong-geun participaram da série de sobrevivência da Mnet Produce 101 Season 2 em 2017 sob o sub-selo Happy Face HF Music Company. Woo-dam, Jin-young e Yong-geun ficaram em 35º, 40º e 93º, respectivamente.
Park Woo-dam, Woo Jin-young, Jo Yong-geun, Kim Hyun-soo e outros trainees Happy Face participaram da série de sobrevivência da JTBC Mix Nine em setembro de 2017. Jin-young ficou em 1º lugar, tornando-se membro do grupo vencedor, no entanto a estreia do grupo foi cancelada após negociação do contrato malsucedida entre a agência do programa e as respectivas agências dos concorrentes vencedores. Hyun-soo e Yong-geun ficaram em 14º, 25º, respectivamente.
Todos os membros foram apresentados anteriormente como uma equipe de pré-estreia HNB (HappyFace Next Boys) e lançaram várias músicas como unidade ou dupla desde 2017.
Em março de 2019, Happy Face Entertainment confirmou os cinco membros para estrear no grupo e criar seu próprio selo de grupo. O nome do grupo foi votado pelos fãs, D1ce foi a sugestão vencedora.
Em 29 de abril de 2019, a D1ce Entertainment confirmou que Jin-young participará da série de competição de rap da Mnet Show Me The Money 8 e, em seguida, confirmou que a D1ce planeja estrear no verão.

### 2019: Estreia com Wake Up: Roll the World
O grupo debutou estreando no dia 1 de gosto de 2019 com  (EP) Wake Up: Roll the World com "Wake Up" servindo como seu single principal. Um showcase de estreia foi realizado junto com o lançamento do álbum no SAC Art Hall.
O grupo lançou seu segundo álbum chamado Draw You: Remember Me em 17 de junho de 2020, com "Draw You" servindo como single principal.
Em 18 de agosto do mesmo ano, eles lançaram o single "One Summer".

## Discografia

### Reproduções estendidas
| Título                  | Detalhes do álbum                                                                                | Posições do gráfico de pico | Vendas       |
| Título                  | Detalhes do álbum                                                                                | KOR                         | Vendas       |
| ----------------------- | ------------------------------------------------------------------------------------------------ | --------------------------- | ------------ |
| Wake Up: Roll the Workd | - Lançado: 1º de agosto de 2019 - Gravadora: D1CE Entertainment - Formatos: CD, download digital | 9                           | * KOR: 6.372 |
| Draw You: Remember Me   | - Lançado: 17 de junho de 2020 - Gravadora: D1CE Entertainment - Formatos: CD, download digital  | 48                          | * KOR: 3.480 |

### Singles
| Título                                      | Ano  | Posições do gráfico de pico | Vendas | Álbum                   |
| Título                                      | Ano  | KOR                         | Vendas | Álbum                   |
| ------------------------------------------- | ---- | --------------------------- | ------ | ----------------------- |
| "Wake Up" (깨워)                            | 2019 | —                           | —      | Wake Up: Roll the World |
| "Draw You" (너를 그린다)                    | 2020 | —                           | —      | Draw You: Remember Me   |
| "Good Day"                                  | 2020 | —                           | —      | Non-album singles       |
| "You're My Destiny"                         | 2021 | —                           | —      | Non-album singles       |
| "-" indica que a liberação não foi traçada. |      |                             |        |                         |